# Macrocypraea zebra
Macrocypraea zebra is een slakkensoort uit de familie Cypraeidae. De wetenschappelijke naam is gepubliceerd in 1758 door Carl Linnaeus in de tiende editie van Systema naturae.